# Katwijk

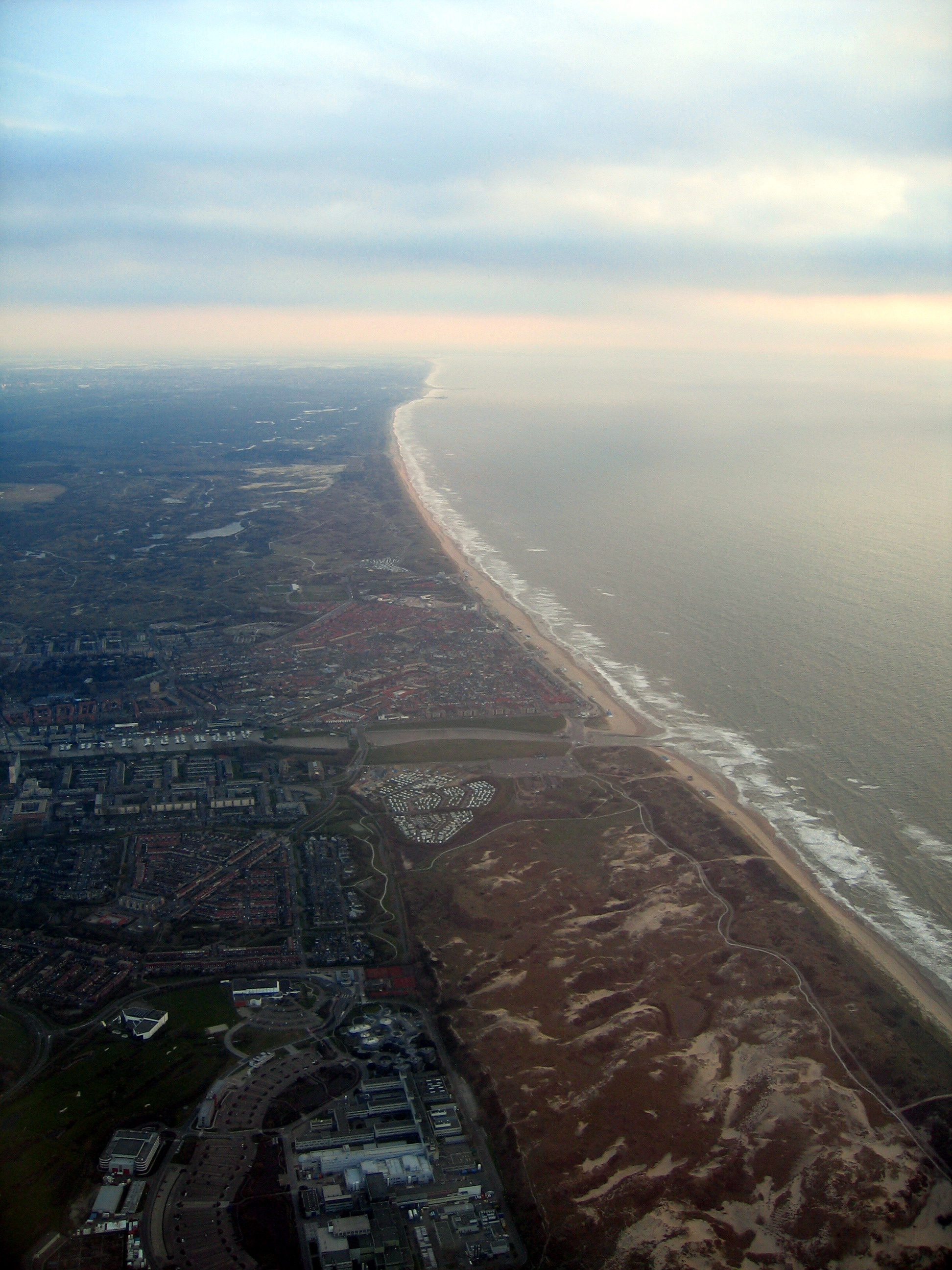
Spiaggia di Katwijk e foce dell'Oude Rijn.

Katwijk  (61 831 abitanti; Kattek in dialetto olandese) è una città dei Paesi Bassi situata nella provincia dell'Olanda Meridionale, a nord-ovest di Leida e Oegstgeest.
Dal 1º gennaio 2006 nella sua municipalità sono stati accorpati i comuni di Rijnsburg e Valkenburg, che vanno ad aggiungersi ai distretti di Katwijk aan Zee, Ktawijk aan den Rijn e Katwijk-Noord.

## Storia
Fu un forte militare in epoca romana, con il nome di Lugdunum Batavorum, ai tempi dell'imperatore Traiano, attivo almeno fino agli Antonini. Qui soggiornarono le unità militari: Coh.I Raetorum Pia Fidelis e vexillationes della legio I Minervia.

## Sport
Nel territorio comunale di Katwijk hanno sede diverse società calcistiche. Tre di esse nella stagione 2023-24 militano in Tweede Divisie, il più alto livello dilettantistico, e il terzo complessivo, della piramide calcistica nei Paesi Bassi:
- Voetbal Vereniging Katwijk, nota come VV Katwijk, con sede a Katwijk-Noord;
- Katwijkse Voetbal Vereniging Quick Boys, nota come Quick Boys, con sede a Katwijk aan Zee;
- Rijnsburgse Boys, con sede a Rijnsburg.